# Lucca Madonna
A Virgem de Lucca é uma pintura a óleo sobre tela do pintor flamengo Jan van Eyck , que provavelmente se originou entre os anos de 1432 e 1441. O seu nome deve-se à sua integração na coleção do rei  Carlos II de Parma em Lucca. 
A tela tem as dimensões de 65,5 cm por 149,5 cm . A imagem retrata uma Madonna sentada em um trono de madeira, coroada por um dossel, que nutre o bebê cristo. Esta forma por muitas vezes também é chamada de "Maria Ladans". No século XIV, substituiu a representação idealista de Maria como uma rainha celestial, pois era a característica do alto gótico.
As figuras da pintura são três placas de madeira de carvalho, que estão dispostas verticalmente. O pequeno tamanho da imagem sugere que se destinava a uma imagem devocional privada. O dono da pintura é desconhecido. Hoje ela está localizada no Museu de Sätdel, em Frankfurt, na Alemanha, e é uma das obras mais importantes dessa coleção. 

## Descrição da Imagem

### Mobiliário de sala e interior
O espaço mostrado é estreito e predominando o trono na parte central. Nos cantos do quarto, existem colunas de três colunas, que na parte superior são pouco perceptíveis para o espectador. A parede lateral esquerda do visualizador é perfurada por uma janela alta com pedras límpidas. No peitoril da janela encontram-se dois frutos, que não são claramente identificáveis. Na maioria das descrições de fotos, os frutos são chamados de maçãs, mas podem igualmente ser interpretados como laranja. De acordo com o entendimento histórico-artístico de hoje, a interpretação da imagem é de suma importância em relação a qual fruto é, uma vez que ambos também apontam para o paraíso e, neste contexto, tem um simbolismo semelhante. No lado direito da parede tem uma janela que parece muito com um espelho. Há um castiçal vazio e uma garrafa de vidro pela metade na prateleira. Na borda há uma tigela grande cheia de água ou um lavatório. Um óculos é indicado obliquamente acima da janela ou o nicho da parede . Somente as entradas de parede são visíveis para o observador; o resto é cortado da borda da imagem.
O piso da sala consiste em azulejos azul e branco e com formas geométricas. Um tapete vermelho cobre a base do trono e esconde a maioria das telhas. Semelhante aos azulejos, o tapete em vermelho, verde, azul e amarelo também possui um padrão geométrico. O final do tapete não é visível para o espectador. É cortado da borda da imagem.
Do trono de madeira, apenas nas partes da base, os braços e as partes do encosto são visíveis. Os braços e os encostos são coroados com as figuras de leão. Jan van Eyck pintou-os para que eles lembre o bronze fundido. O dossel do trono consiste de um tecido, cujo fundo azul é um padrão estilizado de verde e ouro. O dossel termina em uma franja fina. O mesmo tecido que o dossel cobre a parte de trás do trono, mas as flores estilizadas brancas e brancas uniformemente são intercaladas. O azul-verde da cobertura de tecido também é repetido no manto de Maria e nos ornamentos do tapete. 

### Virgem Maria e Menino Jesus
A camisa branca e quase transparente que Maria usa sob o manto é reconhecível apenas por uma borda fina, visível no decote. A cor básica do manto é azul e toca a cor do tecido, que consiste no dossel e na parte de trás do trono. No decote, o manto tem uma bainha amarela. A manga esquerda deste manto termina em uma faixa de peles estreita e dá um olhar claro sobre uma manga vermelha ajustada de uma segunda camisa ou saia usada por Maria sob a túnica. O final da luva direita da manta está escondido pelo manto coberto de tecido, que quase completamente, envolve a figura da Virgem. A cor deste manto - também chamado de feno - com suas dobras ricas é vermelha. As costuras do manto são com pérolas, pedras preciosas e bordados de ouro concebido. Pérolas também são encontradas no diadema estreito, que segura os cabelos castanhos claros de Mary acima de sua testa. No meio deste diadema é uma única gema vermelha, cercada por seis pérolas. O cabelo de Maria cai sobre seus ombros, aberto e ondulado. No dedo anelar da mão esquerda, ela usa um amplo anel dourado, no meio do qual é uma pedra azul. Acima disso, há um segundo anel dourado.  As camisas e as vestes estão abertas. Com a mão esquerda, Maria alcança o filho de Jesus; O olhar de seus olhos abatidos é dirigido ao rosto da criança.
O menino de Cristo fica em uma posição vertical em uma fralda espalhada por uma parte do manto vermelho. A cabeça cabeluda do Cristo só é visível no perfil do observador e está ligeiramente inclinada para trás. A criança nua olha para o rosto de sua mãe. Os pés mantêm a criança contra o corpo de Maria, e com a mão direita ele alcança o braço da mãe. Na mão esquerda ele segura uma maçã. Onde Maria com a mão direita apoia o filho nas costas, ela empurra a pele para cima em pequenas rugas.

## Mudanças na pintura no processo de design artístico
Tanto através da análise de raios-X da pintura, quanto das investigações por reflexão de infravermelhos, agora é possível reconhecer o que muda nas alterações feitas por Jan Van Eyck na primeira versão em cores da pintura. 
O pintor fez pequenas correções na mão de Maria, na fralda e na figura do Menino de Cristo. Em grande medida, ele mudou a representação do interior, do dossel e do pedestal do trono. O pódio do trono originalmente teve duas etapas. Faltava o tapete. O interior não terminou com um arco cruzado, mas com um cobertor achatado; não havia ocultado. O dossel era originalmente menos largo, e a franja nos lados era menos marcada. Após a reconstrução do Museu Städel, as colunas de três colunas foram originalmente perdidas nos cantos do quarto. Jan van Eyck também moveu o leão, que coroou o braço direito do trono, como visto pelo espectador. Todas essas mudanças contribuíram para o arranjo da obra.

## Simbolismo da Imagem
No centro da pintura está uma pequena maçã, que o menino de Cristo segura na mão esquerda. A maçã está no corpo da criança. Mas Jan van Eyck a pintou como se a luz caísse sobre ele. A posição central sobre a pintura e a ênfase pictórica enfatizam a importância da maçã na imagem.
A linguagem simbólica da maçã é múltipla nas artes visuais  : Os pais da igreja já colocaram a árvore do conhecimento na macieira , e até hoje a maçã é entendida como um símbolo do pecado, mesmo que no primeiro livro Moisés não seja mencionado que Eva escolheu a fruta proibida. Contudo, a maçã pode ser entendida como uma referência ao jardim circundado descrito nas passagens do antigo testamento. 
A maçã pode se referir queda, e o menino de Cristo e Maria podem ser entendidos como os novos Adão e Eva, que em vez de condenação, levam a humanidade à sua redenção. A interpretação de Cristo como uma criança de enfermagem na Virgem de Lucca não limita essa interpretação. A " Maria Thronus " pregou no tempo de Jan von Eyck descreve o corpo grávido de Maria como o paraíso do novo Adão. E enquanto o velho Adão, que comeu o fruto proibido oferecido por Eva, perdeu o Paraíso e tornou-se mortal, o novo Adão, alimentado pela nova Eva, promete novamente a imortalidade. ]Carol Purtle mostrou em sua análise de imagem que essa interpretação é óbvia, mas que também há uma série de referências que Jan van Eyck pretendia outra imagem. Há quatro pinturas de Jan van Eyck, que representam Adão e Eva. Eles nunca estão no centro da cena, mas são sempre um acessório decorativo e complementar - na Madonna Paele, por exemplo, adornam o trono de Maria como escultura. Se Jan van Eyck se refere ao outono, então é Eva quem segura a maça na mão. 
A Canção das Canções do Antigo Testamento, a que a maçã ilustrada também aponta, é uma coleção de membros do amor, que já foi entendida alegórica e teologicamente pelos estudiosos judeus, pois já está declarado no profeta Isaías como um noivo se alegrará com a noiva seu Deus se alegrará com você . O cristianismo juntou-se a esta interpretação teológica dos membros do amor, e sempre viu o noivo em Cristo. Ao longo dos séculos, no entanto, a questão de quem deve ser visto como uma noiva foi respondida de forma diferente. Nas primeiras interpretações, a igreja, a " eclésia ", tem o papel de noiva. No século XII, Maria é cada vez mais equiparada à Igreja e ao mesmo tempo interpretada como mãe e noiva. ]. Essas interpretações mostram não apenas os cabelos abertos da menina e a linha de cabelo adornada com jóias, mas - de acordo com Carol Purtle - os dois anéis que Maria usa no dedo anelar de sua mão esquerda. Eles representam Maria como uma noiva dupla que, ao mesmo tempo, se casa com a eclésia e a Virgem Maria com o noivo divino. Como a maçã, a mão em forma de anel está no centro da pintura.